# Rokitów
Rokitów – wieś w Polsce, położona w województwie lubelskim, w powiecie biłgorajskim, w gminie Turobin.
W latach 1975–1998 wieś administracyjnie należała do województwa zamojskiego.
Wieś jest sołectwem w gminie Turobin. Według Narodowego Spisu Powszechnego z roku 2011 wieś liczyła 281 mieszkańców i była dziesiątą co do liczby ludności miejscowością gminy.